# Джонс, Андрас
Андрас Джонс (англ. Andras Jones; род. 12 августа 1968, Санта-Круз, Калифорния, США) — американский радиоведущий, музыкант, писатель и бывший актёр. Основатель музыкальных групп The Previous and Mr. Jones и The Previous.

## Биография и карьера
Андрас Джонс родился 12 августа 1968 года в Санта-Круз, штат Калифорния, США. Его дедушка по материнской линии — американский инженер-электрик Луис Смаллин (1916-2009).
В 1988 году Андрас Джонс дебютировал в кино, сыграв главную мужскую роль в фильме Дэвида ДеКото «Студентки в кегельбане беса». В том же году актёр сыграл Рика Джонсона (брата главной героини) в популярном молодёжном слэшере Ренни Харлина «Кошмар на улице Вязов 4: Повелитель сна». За эту роль в 1989 он был номинирован на премию «Young Artist Award» в категории «Лучший молодой актёр в фильме ужасов», но проиграл Лукасу Хаасу, сыгравшему в «Леди в белом». В 1992 играл Джеффа Мартина в видеоигре в жанре интерактивного кино «Night Trap».
C 1998 по настоящее время работает на радиостудии KAOS, расположенной в Олимпии, штат Вашингтон. Джонс ведёт музыкальную передачу Radio8Ball, на которую также звонят слушатели и задают ему различные вопросы.
В 2000 году выпустил свой сольный музыкальный альбом A Curmudgeon For All Seasons. В следующем году Джонс сыграл главную роль в триллере «Приют кошмаров». Это была одна из последних его актёрских работ в кино.
Автор книги Accidental Initiations: In The Kabbalistic Tree Of Olympia.

## Фильмография
| Год  |     | Русское название                            | Оригинальное название                         | Роль                             |
| ---- | --- | ------------------------------------------- | --------------------------------------------- | -------------------------------- |
| 1988 | ф   | Студентки в кегельбане беса                 | Sorority Babes in the Slimeball Bowl-O-Rama   | Кэлвин                           |
| 1988 | ф   | Кошмар на улице Вязов 4: Повелитель сна     | A Nightmare on Elm Street 4: The Dream Master | Рик Джонсон                      |
| 1989 | ф   | Вдали от дома                               | Far from Home                                 | Джимми Рид                       |
| 1990 | ф   | Западня                                     | Tripwire                                      | Рик ДеФоррест                    |
| 1990 | с   | Нация пришельцев                            | Alien Nation                                  | Ноа Рэмси                        |
| 1992 | ф   | Променад                                    | The Prom                                      | Марти                            |
| 1994 | ф   | Каждый вздох                                | Every Breath                                  | симпатичный парень               |
| 1995 | ф   | Разрушительница                             | The Demolitionist                             | Дэниел Дюпре                     |
| 1998 | ф   | Ураганный фестиваль                         | Hurricane Festival                            | Ник, волшебник                   |
| 2001 | ф   | Приют кошмаров                              | The Attic Expeditions                         | Тревор Блэкбёрн                  |
| 2009 | док | Лучший Худший Фильм                         | Best Worst Movie                              | в роли самого себя               |
| 2010 | док | Больше никогда не спи: Наследие улицы Вязов | Never Sleep Again: The Elm Street Legacy      | в роли самого себя (Рик Джонсон) |